# Calañas
Calañas és un poble de la província de Huelva (Andalusia), que pertany a la comarca d'El Andévalo. El seu clima és mediterrani d'influència atlàntica, amb hiverns freds i estius càlids. Les precipitacions solen ser abundants per tardor i hivern. Les temperatures solen ser moderades, amb una mitjana anual de 17,7 °C.
En la seva vegetació, es pot destacar la gran extensió que ocupen els espais forestals (gairebé el 80% del terme municipal) principalment de les espècies Eucalyptus globulus i Eucalyptus camaldulensis; encara que també hi ha repoblacions de pi pinyoner. També hi ha alzines, sureres, chaparros i foresta baixa (jara, romaní, bruc, farigola, etc.).
De la fauna autòctona s'hi poden destacar: llebres, conills, perdius, teixons, senglars, gat montesos, etc. i algunes aus migratòries.

## Demografia
| 1996  | 1998  | 1999  | 2000  | 2001  | 2002  | 2003  | 2004  | 2005  |
| ----- | ----- | ----- | ----- | ----- | ----- | ----- | ----- | ----- |
| 4.974 | 4.928 | 4.873 | 4.725 | 4.646 | 4.619 | 4.553 | 4.534 | 4.478 |